# Élections fédérales canadiennes de 1867
L'élection fédérale canadienne de 1867 est la 1re élection générale de l'histoire du Canada après la formation du nouveau pays lors de la confédération canadienne. Elle se déroule du 7 août au 20 septembre 1867 afin d'élire les députés de la 1re législature à la Chambre des communes du Canada.

## Contexte
Le Parti conservateur de sir John A. Macdonald remporte une majorité des sièges, ainsi que la majorité des suffrages en Ontario et au Québec. Les candidats se présentaient sous la bannière du Parti conservateur ou sous celle du Parti libéral-conservateur. Le Québec et l'Ontario avait précédemment été unis dans la province du Canada, gouvernée par une coalition libérale-conservatrice dirigée par Macdonald et George-Étienne Cartier.
Officiellement, le Parti libéral du Canada n'a pas de chef ; toutefois, bien que George Brown n'occupe aucun poste officiel au sein du Parti, il est généralement considéré comme le dirigeant du parti dans la campagne électorale, et aurait probablement été premier ministre dans l'éventualité peu probable d'une victoire libérale sur Macdonald. Brown se présente simultanément comme candidat à l'Assemblée législative de l'Ontario et à la Chambre des communes et espère devenir premier ministre de l'Ontario. Toutefois, il ne parvient pas à se faire élire à aucune des deux législatures, et les libéraux demeurent officiellement sans chef jusqu'en 1873.
Avant la confédération, la Nouvelle-Écosse et le Nouveau-Brunswick ne possédaient pas des partis libéraux et conservateurs formalisés. Les différents groupes politiques dans ces deux provinces se joignent donc à l'un ou l'autre des partis de la province du Canada. Les deux provinces avaient un Parti conservateur faible. Les opposants aux conservateurs se joignent au Parti libéral du Canada, qui récolte la majorité des sièges et des suffrages dans les deux provinces. En Nouvelle-Écosse, les opposants des conservateurs (et de la confédération) se présentent en tant que candidats anti-confédérés, mais siègent subséquemment au sein du caucus libéral.
Des élections tenues l'année précédente dans la province du Canada, en Nouveau-Brunswick et en Nouvelle-Écosse avaient eu pour enjeu principal de s'unir ou pas pour former un nouveau pays fédéral.

## Résultats

### Pays
|                                                      | Conservateur          | Sir John A. Macdonald       | 80  | 71  | 62 992  | 23,45 % |
|                                                      | Libéral-conservateur1 | Sir John A. Macdonald       | 32  | 29  | 29 730  | 11,08 % |
|                                                      | Libéral               | George Brown (non officiel) | 65  | 62  | 60 818  | 22,67 % |
|                                                      | Anti-confédération²   | Joseph Howe                 | 20  | 18  | 21 239  | 7,92 %  |
|                                                      | Indépendants          | Indépendants                | 1   | -   | 1 756   | 0,65 %  |
|                                                      | Libéral-independent   | Libéral-independent         | 1   | -   | 1 048   | 0,39 %  |
|                                                      | Inconnu               | Inconnu                     | 142 | -   | 90 804  | 33,84 % |
| Total                                                | Total                 | Total                       | 341 | 180 | 268 317 | 100 %   |
| Source : Historique des circonscriptions depuis 1867 |                       |                             |     |     |         |         |

Notes :
1 Les libéral-conservateurs siègent avec le Parti conservateur à la Chambre des communes.

² Les anti-confédérés siègent avec le Parti libéral à la Chambre des communes.
Sans opposition

Les députés suivants sont élus sans opposition :
- Ontario : 3 conservateurs, 3 libéral-conservateurs, 9 libéraux
- Québec : 14 conservateurs, 5 libéral-conservateurs, 4 libéraux
- Nouveau-Brunswick : 1 conservateurs, 3 libéraux
- Nouvelle-Écosse : 4 anti-confédérés

### Par province
| Parti        | Parti                | Parti        | Ontario | Québec | N-B    | N-É    | Total  |
| ------------ | -------------------- | ------------ | ------- | ------ | ------ | ------ | ------ |
|              | Conservateur         | Sièges       | 33      | 36     | 1      | 1      | 71     |
|              | Conservateur         | Voix         | 26,2 %  | 28,5 % |        | 13,8 % | 23,2 % |
|              | Libéral-conservateur | Sièges       | 16      | 11     | 2      | -      | 29     |
|              | Libéral-conservateur | Voix         | 12,5 %  | 12,3 % | 11,1 % | 3,5 %  | 11,1 % |
|              | Libéral              | Sièges       | 33      | 17     | 12     |        | 62     |
|              | Libéral              | Voix         | 23,7 %  | 25,2 % | 49,5 % |        | 22,7 % |
|              | Anti-confédération   | Sièges       |         |        |        | 18     | 18     |
|              | Anti-confédération   | Voix         |         |        |        | 58,2 % | 7,9 %  |
|              | Inconnu              | Sièges       | -       | -      | -      | -      | -      |
|              | Inconnu              | Voix         | 35,6 %  | 34,1 % | 39,3 % | 24,4 % | 34,0 % |
|              | Indépendant          | Sièges       | -       |        |        |        | -      |
|              | Indépendant          | Voix         | 1,3 %   |        |        |        | 0,7 %  |
|              | Libéral indépendant  | Sièges       | -       |        |        |        | -      |
|              | Libéral indépendant  | Voix         | 0,7 %   |        |        |        | 0,4 %  |
| Total sièges | Total sièges         | Total sièges | 82      | 64     | 15     | 19     | 180    |